# Aude Luquet
Pour les articles homonymes, voir Luquet (homonymie).
 (juin 2024).
Aude Luquet, née le 18 août 1967 à Melun, est une femme politique française. Membre du MoDem, de l'UDI puis de nouveau du MoDem, elle est députée de Seine-et-Marne de 2017 à 2024.

## Biographie
Aude Luquet exerce les fonctions de directrice de cabinet et de la communication à la mairie du Mée-sur-Seine, avant de prendre la direction du cabinet et de la communication de la communauté de communes Fontainebleau/Avon et de la Ville d’Avon. Dans le même temps, elle est élue maire-adjointe au Mée-sur-Seine chargée de la démocratie locale ainsi que conseillère communautaire de l’agglomération Melun Val de Seine. En 2008, Aude Luquet est élue conseillère régionale d’Île-de-France et conseillère municipale à Melun. Elle poursuit son engagement local auprès de la communauté de communes Vallées et Châteaux, en occupant le poste de directrice de cabinet et de la communication, puis en devenant directrice générale des services de la communauté de communes Brie des Rivières et Châteaux jusqu’aux élections législatives de 2017, qu’elle remporte pour le Mouvement démocrate sur la 1re circonscription de Seine-et-Marne.
Lors des élections législatives de 2024, alors que l’écart entre le Nouveau Front populaire et l’alliance LR-RN ne se joue qu’à 159 voix, Aude Luquet déclare également se maintenir : « Il y a peut-être des consignes de la majorité, mais nous avons aussi nos échanges au sein du Mouvement démocrate. [...] Je suis en troisième position, certes, mais nous ne sommes pas loin les uns des autres ». Elle est battue dans une triangulaire par Arnaud Saint-Martin.
En janvier 2025, elle est nommée coordonnatrice interministérielle pour l’égalité entre les femmes et les hommes en outre-mer.